# Apristurus ampliceps
Apristurus ampliceps es una especie de peces de la familia Scyliorhinidae en el orden de los Carcharhiniformes.

## Morfología
Los machos pueden llegar alcanzar los 85,5 cm de longitud total.

## Reproducción
Es ovíparo.

## Hábitat
Es un pez marino de clima templado que vive entre 800 y 1503 m de profundidad.

## Distribución geográfica
Se encuentran en Nueva Zelanda y Australia.